# Luis Sáez Rueda
Luis Sáez Rueda (Almería, 1963) es un filósofo y profesor de filosofía en la universidad de Granada. Es una de las figuras destacadas de la filosofía española contemporánea.

## Trabajo
Se formó en la Universidad de Granada, en la Universidad Johann Wolfgang Goethe de Fráncfort del Meno (donde investigó sobre el pensamiento de Karl-Otto Apel) y en la Freie Universität Berlin (en la cual trabó contacto con las investigaciones de Axel Honneth y Albrecht Wellmer.  Ha participado en grupos de investigación como Pensar Occidente, La filosofía como terapia social o La imagen barroca del mundo.
Es especialista en filosofía contemporánea.

## Obra

### Libros (autor)
- (1991). La pragmática trascendental y el problema de la fundamentación última en K.-O. Apel. Granada: Universidad de Granada.
- (1995). La reilustración filosófica de K.-O. Apel. Granada: Universidad de Granada).
- (2001). Movimientos filosóficos actuales (2001). Madrid: Trotta.[4]
- (2002). El conflicto entre continentales y analíticos. Barcelona: Crítica.[5]
- (2009). Ser errático. Una ontología crítica de la sociedad. Madrid: Trotta.[6]
- (2015). El ocaso de Occidente. Barcelona: Herder.[7]
- (2021). Tierra y destino. Barcelona: Herder.[8]

### Libros (coautor y editor)
- (1994). Discurso y Realidad. Madrid: Trotta.
- (2003). Materiales del Congreso Internacional sobre Hermenéutica Filosófica. El legado de Gadamer. Granada: Universidad de Granada.
- (2004). El legado de Gadamer. Granada: Universidad de Granada.
- (2007) Pensar la nada. Ensayos sobre filosofía y nihilismo. Madrid: Biblioteca Nueva.
- (2009). Nihilismo y mundo actual. Granada: Universidad de Granada.
- (2010). Materiales del Encuentro Internacional “la filosofía y su otro”. Granada: Universidad de Granada.
- (2011). Occidente enfermo. Filosofía y patologías de civilización. Hamburg: GRIN Verlag GmbH.
- (2017). La filosofía y su otro. Para pensar el presente. Granada: Universidad de Granada.
- (2017). El malestar de Occidente. Perspectivas sobre una civilización enferma. Hamburg: Anchor Academic Publishing.
- (2021). Villamil Pineda, M. A / Sáez Rueda, L. (eds.), Pensar la erraticidad. Perspectivas al otro lado del ocaso. Madrid: Gillermo Escolar.